# Épreville-près-le-Neubourg
Épreville-près-le-Neubourg là một xã thuộc tỉnh Eure trong vùng Normandie miền bắc nước Pháp.